# Tettey-Sowah Banfro
Tettey-Sowah Banfro, je nekdanji slovenski rokometaš, * 30. april 1969, Slovenj Gradec.
Banfro je za Slovenijo nastopil na Poletnih olimpijskih igrah 2000 v Sydneyju, kjer je z reprezentanco osvojil osmo mesto. 